# Peter Rawlinson, Baron Rawlinson of Ewell
Peter Anthony Grayson Rawlinson, Baron Rawlinson of Ewell Kt PC QC (* 26. Juni 1919 in Iping, West Sussex; † 28. Juni 2006) war ein britischer Rechtsanwalt, Politiker (Conservative Party) sowie Schriftsteller. Rawlinson war fast 23 Jahre lang Abgeordneter des House of Commons, während der Amtszeiten der Premierminister Harold Macmillan und Alec Douglas-Home von 1962 bis 1974 Solicitor General für England und Wales sowie während der Amtszeit von Premierminister Edward Heath zwischen 1970 und 1974 Generalstaatsanwalt (Attorney General) und wurde 1978 als Life Peer aufgrund des Life Peerages Act 1958 Mitglied des House of Lords. Als Solicitor General und Attorney General war er an verschiedenen wichtigen Rechtsverfahren der damaligen Regierungen beteiligt, während er als Schriftsteller neben Gedichten und Sachbüchern auch sieben Romane verfasste, die im britischen Rechtssystem spielten.

## Leben

### Zweiter Weltkrieg, Rechtsanwalt und erfolglose Unterhauskandidatur
Rawlinson, Sohn von Oberstleutnant Arthur Richard Rawlinson, begann nach dem Besuch der von den Benediktinern betriebenen Downside School in Stratton-on-the-Fosse in Somerset ein Studium der Rechtswissenschaften am Christ’s College der University of Cambridge. Das Studium unterbrach er jedoch wegen seiner Teilnahme am Zweiten Weltkrieg, in dem er nach einer Ausbildung zum Offizier an der Royal Military Academy Sandhurst bei den Irish Guards seinen Militärdienst ableistete. Zuletzt wurde er zum Major befördert und wegen seiner Tapferkeit bei Einsätzen im Afrikafeldzug im Kriegsbericht erwähnt (Mentioned in Despatches). Nach Kriegsende setzte er sein Studium fort und erhielt nach Abschluss des Studiums 1946 seine Zulassung als Barrister bei der Anwaltskammer (Inns of Court) von Inner Temple.
Einige Jahre später begann er auch seine politische Laufbahn und kandidierte bei den Unterhauswahlen am 25. Oktober 1951 für die Conservative Party im Wahlkreis Hackney South, unterlag dabei aber dem Wahlkreisinhaber der Labour Party, Herbert Butler, deutlich. Während Butler 39.271 Wählerstimmen (66,5 Prozent) erhielt, kam er selbst nur auf 18.003 Stimmen (30,5 Prozent).
1955 gehörte Rawlinson zu den Verteidigern von Ruth Ellis, die ihren Liebhaber ermordet hatte und als letzte Frau in Großbritannien hingerichtet wurde. Die öffentliche Aufmerksamkeit in diesem Verfahren brachte einen Wechsel im Rechtssystem, die zehn Jahre später 1965 zu einer Aussetzung der Todesstrafe führte.

### Unterhausabgeordneter und Kronanwalt
Bei den Unterhauswahlen am 26. Mai 1955 wurde Rawlinson als Kandidat der konservativen Tories erstmals als Abgeordneter in das House of Commons gewählt, und zwar im Wahlkreis Epsom als Nachfolger seines nicht mehr angetretenen Parteifreundes Malcolm McCorquodale. Den Wahlkreis Epsom vertrat er bis zu dessen Auflösung vor den Unterhauswahlen am 28. Februar.
Für seine anwaltlichen Verdienst wurde er 1959 zum Kronanwalt (Queen’s Counsel) ernannt und trat danach in die Kanzlei des bekannten Kronanwalts Gerald Gardiner ein, der von 1964 bis 1970 Lordkanzler in der Regierung der Labour Party von Premierminister Harold Wilson war. Durch die Erfahrung, die er bei Gardiner sammelte, wurde er bald selbst zu einem anerkannten Barrister.
1962 wurde er auch zum sogenannten Bencher der Anwaltskammer von Inner Temple ernannt, nachdem er zwischen 1961 und 1962 bereits ehrenamtlicher Richter (Recorder) in Salisbury war.

### Solicitor General

#### Nacht der langen Messer und Vassall-Affäre
Am 19. Juli 1962 wurde Rawlinson von Premierminister Harold Macmillan als Nachfolger von John Hobson zum Solicitor General von England und Wales ernannt und bekleidete diese Funktion auch in der darauf folgenden Regierung von Premierminister Alec Douglas-Home bis zur Niederlage der Conservative Party bei den Unterhauswahlen am 15. Oktober 1964 und seiner damit verbundenen Ablösung durch Dingle Foot am 18. Oktober 1964. Hobson selbst wurde im Rahmen dieser als „Nacht der langen Messer“ (‚Night of the Long Knives‘) genannten umfangreichen Kabinettsumbildung durch Premierminister Macmillan zum Generalstaatsanwalt ernannt.
Am 20. Juli 1962 wurde Rawlinson zum Knight Bachelor geschlagen und führte fortan den Namenszusatz „Sir“. Darüber hinaus erfolgte zum 1. Januar 1964 seine Ernennung zum Privy Counsellor (PC).
Bereits im November 1962 mussten sich Rawlinson und Hobson mit dem Fall des homosexuellen Mitarbeiters der Admiralität, John Vassall, befassen, der der Spionage für die Sowjetunion verdächtigt wurde. In diesem Zusammenhang kam es auch zu Untersuchungen gegenüber Ministern und Zivilbeschäftigten sowie zum Rücktritt von Tam Galbraith, der zuvor Lord Commissioner of the Admiralty und zum Zeitpunkt seines Rücktritts Unterstaatssekretär im Schottland-Ministerium (Under-Secretary of State for Scotland) war. Die Anklagen wurden danach durch ein juristisches Untersuchungstribunal unter dem Vorsitz von Cyril Radcliffe widerlegt, so dass Galbraith am 3. Mai 1963 als Parlamentarischer Sekretär im Verkehrsministerium (Parliamentary Secretary to the Ministry of Transport) wieder ein Juniorministeramt übernahm.

#### Profumo-Affäre
Aufgrund der Erfahrungen im Fall von Galbraith waren führende Minister und die Rechtsvertreter der Krone zurückhaltend mit Reaktionen als es Anfang 1963 im Zuge der Profumo-Affäre zu Verdächtigungen gegenüber Kriegsminister (Secretary of State for War), John Profumo, kam. Rawlinson gehörte zu denjenigen, die Profumo wegen seiner angeblichen Beziehungen zu dem Model Christine Keeler vernahmen.
Er glaubte Profumos Aussage, dass dieser keine Beziehung zu Keeler hatte und vertrat diese Aussage auch in einer Zusammenfassung über die Affäre in einer Sitzung des Unterhauses. Am 5. Juni 1963 trat Profumo jedoch von seinem Ministeramt zurück und gab zu, dass er das House of Commons belogen hätte. Premierminister und seine Rechtsberater wurden wegen ihrer Leichtgläubigkeit und Inkompetenz im Umgang mit der Affäre scharf kritisiert. Der von Rawlinson angebotene Rücktritt wurde jedoch von Macmillan abgelehnt.

#### D-Notice-Affäre
Nach dem Rücktritt von Alec Douglas-Home als Vorsitzender der Conservative Party 1965 stimmte Rawlinson für Reginald Maudling anstatt von Edward Heath und zog sich nach der Wahl von Heath als Front Bencher der Tory-Fraktion zurück, um sich wieder verstärkt seiner anwaltlichen Laufbahn zu widmen.
1967 verteidigte er die Tageszeitung Daily Express in der D-Notice-Affäre. Die Zeitung beabsichtigte einen Artikel zu veröffentlichen, dass das Verteidigungsministerium routinemäßig überseeische Kabelberichte des General Post Office und des Telekommunikationsunternehmens Cable & Wireless plc überprüfen würde. Ein aus Mitarbeitern des Verteidigungsministeriums und Journalisten bestehender D-Notice-Ausschuss warnte den Chefredakteur des Daily Express, dass der Artikel im Fall einer Veröffentlichung die Sicherheit des Vereinigten Königreichs gefährden könnte. Die Zeitung veröffentlichte gleichwohl den Artikel trotz heftiger Kritik von Premierminister Wilson und gewann das darauf angestrengte Gerichtsverfahren, in der Rawlinson die Zeitung vertrat.

### Attorney General von England, Wales und Nordirland
Zwischen 1967 und 1970 war er Vorsitzender des Rechtsausschusses (Parliamentary Legal Committee) sowie nach dem Rücktritt von John Hobson 1967 auch Chefrechtsberater des Schattenkabinetts von Oppositionsführer Edward Heath.
Am 23. Juni 1970 wurde nach dem Wahlsieg der konservativen Tories bei den Unterhauswahlen vom 18. Juni 1970 erwartungsgemäß von Premierminister Edward Heath zum Generalstaatsanwalt von England und Wales (Attorney General for England and Wales) ernannt und übte dieses Amt bis zum Ende der Amtszeit von Heath nach der Wahlniederlage bei den Unterhauswahlen vom 28. Februar 1974 aus.

#### Wichtige Rechtsverfahren als Attorney General
Wenige Tage nach seinem Amtsantritt führte er für die Krone Anklage gegen die Brüder Hosein wegen Flugzeugentführung und Ermordung von Muriel McKay, die mit der Ehefrau des Medienunternehmers Rupert Murdoch verwechselt wurde. Im September 1970 wurden arabische Terroristen daran gehindert, ein Flugzeug der israelischen Fluggesellschaft El Al zu entführen, das eine außerplanmäßige Landung auf dem Flughafen London Heathrow vornehmen wollte.
Die Regierung ließ die überlebende Entführerin Leila Khaled festnehmen, was zur Frage führte, wie man mit ihr verfahren sollte, wenn Terroristen andere Flugzeuge übernehmen würde und dadurch das Leben britischer Staatsangehöriger gefährdet würde. Rawlinson entschied daraufhin, dass Khaled im Austausch mit anderen Geiseln freigelassen werden könnte, da sich die Entführung nicht gegen ein britisches Flugzeug richtete und Großbritanniens nationale Interessen nicht betroffen waren.
Im Dezember 1970 war er Vertreter der britischen Regierung in dem Verfahren über die Ablehnung der Verlängerung der Aufenthaltserlaubnis sowie die Ausweisung des deutschen Studentenführers Rudi Dutschke, der sich nach dem Attentat durch Josef Bachmann am 11. April 1968 zur Genesung unter anderem in Großbritannien aufhielt.
Im August 1972 ließ der Diktator von Uganda Idi Amin Asiaten ausweisen, von denen zahlreiche britische Pässe besaßen und in der Folge nach Großbritannien einreisen wollte. Obwohl die Regierung beabsichtigte, Einreisebeschränkungen vorzunehmen, riet Rawlinson dem Kabinett davon ab. Diese und andere Entscheidungen führten zur Kritik innerhalb der Conservative Party und den Medien.

##### Verfahren gegen The Sunday Times wegen Thalidomid-Artikel
Im September 1970 wurde er mit einer Anklage gegen die Times Newspapers Ltd zu erheben, nachdem deren Sonntagszeitung The Sunday Times einen Bericht über Verunstaltungen zu schreiben, die bei Kindern festgestellt wurden, deren Mütter den Arzneistoff Thalidomid eingenommen hatten. Die Zeitung hatte bereits den ersten einer Serie von Artikeln veröffentlicht und den zweiten Artikel an den Generalstaatsanwalt und den Hersteller des Arzneistoffes, die Distillers Company, zur Kommentierung zugesandt.
Die Distillers Company beklagte, dass eine Reihe der Fälle bereits unter Überprüfung ständen und eine Veröffentlichung geeignet wäre, eine öffentliche zu Lasten einer anderen zu fördern. Die Parteien stimmten zu, dass die Regierung einen „freundlichen“ Testfall hervorbringen sollte, und Rawlinson suchte ein gerichtliches Verbot zur Veröffentlichung des Artikels durch The Sunday Times. Das House of Lords stimmte schließlich einem Veröffentlichungsverbot aus Gründen der Geringschätzung zu.
Der Europäische Gerichtshof für Menschenrechte in Straßburg hob diese Entscheidung jedoch auf, da diese einen Verstoß gegen die Europäische Menschenrechtskonvention darstelle. Daraufhin wurde das britische Recht in Einklang mit dieser Entscheidung gebracht.
Seine Arbeitsbelastung als Attorney General war insbesondere deshalb so vielschichtig, weil der damalige Solicitor General Geoffrey Howe sich schwerpunktmäßig mit der rechtlichen Vorbereitung des für die Wirtschaftsordnung wichtigen Industrial Relations Act sowie dem Beitritt Großbritanniens zu den Europäischen Gemeinschaften befassen musste.

#### Berufung zum Attorney General von Nordirland und Wiederwahl ins Unterhaus 1974
Gleichzeitig wurde er nach seiner anwaltlichen Zulassung in Nordirland und der Berufung zum Kronanwalt in Nordirland am 30. März 1972 im Zuge des Nordirlandkonflikts nach der Auflösung des Nordirischen Parlaments sowie der Einführung der britischen Direktherrschaft über Nordirland (Direct Rule) zugleich als Nachfolger von Basil Kelly auch Generalstaatsanwalt von Nordirland (Attorney General for Northern Ireland) und behielt diese Funktion ebenfalls bis zum 4. März 1974. Kurz nach seiner Ernennung wurde durch die anarchistische Stadtguerillagruppe Angry Brigade ein Bombenanschlag auf sein Haus unternommen, so dass er und seine Familie im Anschluss bewaffneten Polizeischutz erhielten.
Bei den Unterhauswahlen am 28. Februar 1974 wurde Rawlinson im neugeschaffenen Wahlkreis Epsom and Ewell wieder zum Abgeordneten in das House of Commons gewählt und konnte sich mit 35.823 Stimmen (54,68 Prozent) deutlich gegen seine Mitbewerber von der Liberal Party, D. J. H. Griffiths (18.899 Stimmen, 28,85 Prozent) und der Labour Party, N. J. Kearney (10.787 Stimmen, 16,47 Prozent) durchsetzen. Am 6. April 1978 legte er sein Unterhausmandat nieder, woraufhin bei der dadurch notwendig gewordenen Nachwahl (By-election) am 27. April 1978 sein Parteifreund Archie Hamilton mit 28.242 Wählerstimmen (63,61 Prozent) zu seinem Nachfolger gewählt wurde.

### Funktionär der Anwaltschaft und Oberhausmitglied
Anschließend war Rawlinson zwischen 1975 und 1982 Vorsitzender des Western Circuit, eine der sechs vom Lordkanzler beaufsichtigten Einrichtungen zur regionalen Rechtsverwaltung in England und Wales, die zugleich als Basis der anwaltlichen Verwaltung dient und sich aus Richtern sowie Anwälten zusammensetzt. Zugleich war er von 1975 und 1976 Vorsitzender der Anwaltskammern (Chairman of the Senate of Inns of Court and Bar) sowie 1975 Recorder von Kingston upon Thames.
Durch ein Letters Patent vom 17. April 1978 wurde Rawlinson nach seinem Verzicht auf sein Abgeordnetenmandat im Unterhaus als Life Peer mit dem Titel Baron Rawlinson of Ewell, of Ewell in the County of Surrey, in den Adelsstand erhoben und gehörte bis zu seinem Tod dem House of Lords als Mitglied an. Seine offizielle Einführung als Mitglied des House of Lords erfolgte am 19. April 1978 mit Unterstützung durch Peter Carington, 6. Baron Carrington und Quintin McGarel Hogg, Baron Hailsham of St Marylebone.
In der Folgezeit wirkte er wieder als Rechtsanwalt und war unter anderem Prozessbevollmächtigter in gerichtlichen Verfahren für den Milliardär James Goldsmith, Indira Gandhi und Arnold Goodman, Baron Goodman. 1980 vertrat er die Tageszeitung Daily Mail in einem Verleumdungsprozess gegen die Vereinigungskirche von Sun Myung Moon, nachdem die Zeitung die Organisation dafür kritisierte, Familien zu zerstören. Rawlinson befragte während der zwischen Oktober 1980 und März 1981 dauernden Verhandlungen – einer der längsten Verleumdungsprozesse in der britischen Rechtsgeschichte – über einhundert Zeugen und gewann den Prozess schließlich für die Zeitung.
1983 wurde er zudem Reader sowie 1984 Schatzmeister (Treasurer) der Anwaltskammer von Inner Temple. Zuletzt wurde er 1985 Vorstandsmitglied der Tageszeitung The Daily Telegraph und war von 1986 und 1987 Präsident der Anwaltskammern.

### Schriftstellerische Tätigkeit
Rawlinson hatte bereits 1943 während des Zweiten Weltkrieges einen Gedichtband mit dem Titel War Poems and Poetry Today veröffentlicht. 1978 veröffentlichte er mit Public Duty and Personal Faith: the example of Thomas More ein Werk über den Lordkanzler und humanistischen Autor Thomas Morus. Nach seiner Autobiografie A Price Too High: An Autobiography (1989) erschien 1990 The Jesuit Factor.
Seit Anfang der 1990er-Jahre verfasste er insgesamt sieben Romane, die sich als Justizthriller mit dem britischen Rechtssystem befassten.

## Schriften
- War Poems and Poetry Today, 1943
- Public Duty and Personal Faith: the example of Thomas More, 1978
- A Price Too High: An Autobiography, 1989
- The Jesuit Factor, 1990
- Colombia Syndicate, 1991
- Hatred and Contempt, Orion Books Limited, 1992, ISBN 1-85797-152-3
- His Brother’s Keeper, Orion Books Limited, 1993, ISBN 1-85797-526-X
- Indictment for Murder. A Mystery, St. Martin’s Press, 1994, ISBN 0-312-25325-7
- The Caverel Claim, St. Martin’s Press, 1998, ISBN 0-312-19343-2
- The Richmond Diary, St. Martin’s Press, 2001, ISBN 0-312-27553-6
- A Relic of War, Constable & Robinson Limited, 2004, ISBN 1-84119-780-7